# باول وليامز (لاعب كرة قدم بريطاني)
باول وليامز (بالإنجليزية: Paul Williams)‏ (26 مارس 1971 في المملكة المتحدة - ) هو مدرب كرة قدم ولاعب كرة قدم بريطاني في مركزي الدفاع وقلب الدفاع. شارك مع منتخب إنجلترا تحت 21 سنة لكرة القدم. أما مع النوادي، فقد لعب مع ديربي كاونتي وستوك سيتي وكوفنتري سيتي ونادي ساوثهامبتون وريتشموند كيكرز ولينكولن سيتي أف سي.

## وصلات خارجية
- بول وليامز على موقع قاعدة بيانات كرة القدم.إي يو (الإنجليزية)
- بول وليامز على موقع Soccerbase.com (لاعب) (الإنجليزية)
- بول وليامز على موقع Soccerway.com (الإنجليزية)
- بول وليامز على موقع عالم كرة القدم.نت (الإنجليزية)